# Jos Gevers
Jos Gevers (Brussel, 22 augustus 1894 - Antwerpen, 15 maart 1977) was een Vlaamse acteur, alsook een auteur van toneelstukken.

## Slisse en Cesar
Gevers was actief als acteur zowel in theater, in de Antwerpse Koninklijke Nederlandse Schouwburg, als op het scherm. Hij is vooral bekend als co-auteur van de komische serie Slisse & Cesar, samen met Jeroom Verten, dat eerst werd uitgezonden op de toenmalige BRT (Slisse & Cesar (één)) en later op de commerciële zender VTM (Slisse & Cesar (VTM)).
Jos Gevers was gehuwd met de actrices Nora Oosterwijck en tot zijn overlijden met Jet Naessens. Het Letterenhuis in Antwerpen bewaart een grote documentatie (foto's, brieven, archivalia...) over beiden.